# Jin’an (Fuzhou)

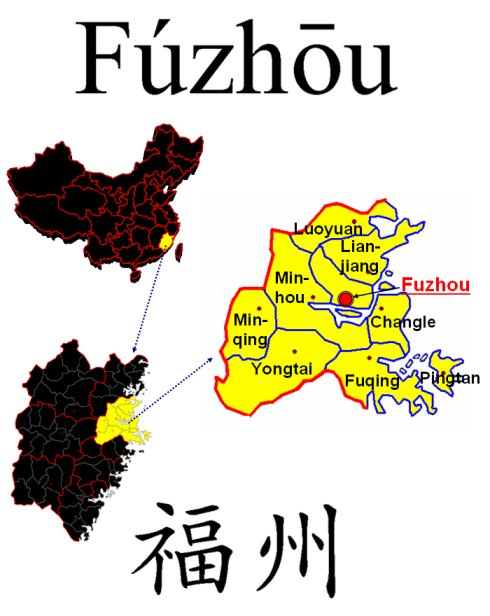
Gliederung der bezirksfreien Stadt Fuzhou

Der Stadtbezirk Jin’an (chinesisch 晋安區 / 晋安区, Pinyin Jìn’ān Qū) ist ein Stadtbezirk der bezirksfreien Stadt Fuzhou in der chinesischen Provinz Fujian. Er hat eine Fläche von 550,9 km² und zählt 789.775 Einwohner (Stand: 2020).

## Administrative Gliederung
Auf Gemeindeebene setzt sich der Stadtbezirk aus drei Straßenvierteln, vier Großgemeinden und zwei Gemeinden zusammen. 